# 今日新聞
今日新聞（こんにちしんぶん）は、大分県別府市の今日新聞社が発行する夕刊の地方新聞。

## 概要
別府で戦前に発行されていた今日新聞（昭和3年から14年ごろ）の名前を引き継いで、1954年（昭和29年）11月25日に創刊。日曜祝日を除く夕刊のみ、4 - 8ページ、一部カラー、発行部数は1万7000部。
販売エリアは別府市と日出町であり、それ以外の地域は郵送での配達となるため、購読の場合1日以上の遅れが生じる。

### 特集
- 懐かしの別府ものがたり - 別府温泉の歴史を様々な資料から紐解く特集記事。2006年7月に始まったこの連載記事は、温泉都市として発展を見せた別府史研究の貴重なアーカイブとなっている。

### 価格
- 別府市・日出町（配達）【1か月：1,200円】
- 大分市・県外等（郵送）【1か月：1,700円】

## 発行所
今日新聞社
- 大分県別府市野口元町8-27